# Deutscher Jugendschatz
Deutscher Jugendschatz mit der Beilage „Gesundheitspflege und Jugenderziehung“ war ein Wochenblatt in Leipzig.

## Geschichte
Die Zeitschrift erschien erst im Verlag Thiele, dann bei Wilhelm Fink von 1. Jg. 1879, Nr. 1–52  bis 2. Jg. 1880, Nr. 1–26. Chefredakteure des Blattes waren Wilhelm Hasenclever und Bruno Geiser.
Es wurden über 1500 Exemplare als Abonnement vertrieben.
Mitarbeiter waren Wilhelm Liebknecht, Meta Wellmer, Rudolf Lavant, Eduard Reich,  Heinrich Oidtmann, Emil Roßbach, Johannes Wedde (Pseudonym Silvanus), Max Vogler.
Um junge Leser zu erreichen, gründete der Kreis um Liebknecht mit dem Leipziger Verlag W. Fink damit die erste sozialistische illustrierte Jugendzeitschrift. Wie Wilhelm Hasenclever im Vorwort zum zweiten Jahrgang schrieb, musste die Zeitschrift (aus ungenannten Gründen) wieder eingestellt werden, man wolle aber „das Unternehmen ‚Jugendschatz‘ in anderer Form weiter führen“, was allerdings nicht geschah.
Im Vorwort heißt es:

„Die Gesinnung der Mitarbeiter bürgt dafür, daß der ‚Deutsche Jugendschatz‘ lediglich der Aufklärung dient und sich fern hält von allem verdummenden und bigotten Treiben, dem wir so oft in den deutschen Jugendschriften begegnen. Neben der Unterhaltung soll dasselbe Anregung hervorrufen auf verschiedenen Gebieten der Wissenschaft. Der Kultur- und Naturgeschichte ist besondere Aufmerksamkeit gewidmet.“

An Stelle des eingestellten Wochenblattes, sollte mit demselben Titel ein alle Jahre Ende November zur Ausgabe gelangendes Weihnachts-Buch herausgebracht werden. Die Rubriken der Jugenderziehung und Gesundheitspflege übernahm von dem Jugendschatz fortan die „Neue Welt“. Das im Oktober 1880 mit dem Titel „Deutscher Jugendschatz Ein Festgeschenk für die reifere Jugend“ erschienene Weihnachts-Buch blieb in seiner politisch-ideologischen Aussagekraft hinter der Zeitschrift zurück und war vorläufig das letzte dieser Art.
Erst 1887 (1. Auflage) und 1893 (2. Auflage), erschien von Hasenclever, unter dem Titel „Illustrirter Deutscher Jugendschatz. Eine Festgabe für Knaben, Jünglinge, Mädchen und Jungfrauen“, die Fortsetzung des Jugendschatzes.
Aus dem Vorwort:

„So mancher Leser der vorliegenden Jugendschrift werden sich noch des „Deutschen Jugendschatzes“ erinnern, der vor einigen Jahren in demselben Verlage von E. Thiele zu Leipzig erschienen ist. Zuerst eine periodische Jugendschrift, gestaltete sie sich später zu einer Art Jahrbuch, welches wir hiermit erneuern.“

## Reprint
- Deutscher Jugendschatz. Erster Jahrgang 1879. Nachdruck. Nabu Press, 2012, ISBN 978-1-279-26391-4.